# Ondřej Šamberger
Ondřej Šamberger (21. července 1916 Struhaře – 9. února 1945 Severní moře) byl český pilot 312. československé stíhací perutě.

## Život

### Před druhou světovou válkou
Ondřej Šamberger se narodil 21. července 1916 na zámku Struhaře u Lubence na Podbořansku. Vychodil pět tříd obecné a mezi lety 1930 a 1934 čtyři třídy měšťanské školy, následně se na tříleté pokračovací škole vyučil automechanikem a pracoval v plzeňské Škodovce. V rámci prezenční vojenské služby u Ženijního pluku 5 v Praze absolvoval mezi lety 1937 a 1938 poddůstojnickou školu v Karlíně, v roce 1938 pak autokurz v Olomouci. Dosáhl hodnosti svobodníka.

### Druhá světová válka
Po německé okupaci opustil Ondřej Šamberger 6. května 1939 Protektorát Čechy a Morava a přes Polsko odešel do Francie, kde 15. května 1940 vstoupil do zde vznikající jednotky Československé armády v zahraničí a zařazen ke štábní rotě. Po pádu Francie v červnu 1940 se evakuoval do Spojeného království, kde 21. září téhož roku vstoupil do Royal Air Force. Po patřičném výcviku byl zařazen k 312. československé stíhací perutě na pozici mechanika a motoráře. Tuto službu ukončil 31. srpna 1942, kdy byl převelen k Československému náhradnímu tělesu a nastoupil k leteckému a operačnímu výcviku. K 312. peruti se navrátil 9. prosince 1944 už jako bojový pilot. Dne 11. srpna 1943 byl zařazen k 311. československé bombardovací peruti, dne 16. listopadu téhož roku ale opět Dne 9. února 1945 odstartoval ve stroji Supermarine Spitfire F Mk.IXC LZ951 DU-D ze základny u Bradwell on Sea k cvičnému výškovému letu nad Severní moře, jehož úkolem byl mj. výcvik v odhazování přídavných palivových nádrží. Pravděpodobně z důvodu poruchy kyslíkového přístroje se zřítil asi 70 mil severovýchodně od základny do jeho vln. Dle svědectví dalších pilotů se jeho stroj před pádem choval tak, jako by byl pilot v bezvědomí, na rádiovou komunikaci neodpovídal. Jeho tělo nebylo nikdy nalezeno. Dosáhl hodnosti rotmistra.

## Posmrtná ocenění
- Ondřej Šamberger byl v roce 1991 in memoriam povýšen do hodnosti plukovníka